# 第四紀滅絕事件
第四紀滅絕事件（英語：Quaternary extinction event），或稱冰河時期滅絕事件（Ice Age extinction event），是指發生於第四紀（約258萬年前至1.17萬年前）期間，全球範圍內大量巨型動物群（體重超過40公斤的物種）的滅絕事件。此事件主要集中於更新世晚期至全新世初期（約5萬年前至1萬年前），影響範圍包括北美洲、南美洲、歐亞大陸、澳洲及多個島嶼生態系統。古生物學家認為其成因可能是氣候轉變、疾病的傳播、隕石撞擊、或被人類過度獵殺等。
部分學者將此次滅絕視為晚第四紀滅絕事件的一部分，涵蓋後續人類活動明確導致生物集群滅絕的全新世滅絕事件（如馬達加斯加的象鳥、紐西蘭的摩亞鳥）。當前學界傾向認為，第四紀滅絕事件可能是多因素共同作用的結果，但人類影響與氣候變化的相對權重仍存在爭議。

## 滅絕事件
第四紀滅絕事件主要涉及重於40公斤的大型哺乳動物。在北美洲，約有33屬大型哺乳動物消失；在南美洲就有46屬；澳洲有15屬；歐洲有15屬；而撒哈拉以南非洲就只有兩屬。在美洲的滅絕事件中，所有源自南美洲在南北美洲生物大遷徙中向北遷徙的也都消失。各大洲中只有南美洲及澳州涉及科以上分類的滅絕。第四紀滅絕事件的成因有兩個主要的假說：氣候轉變及人類獵殺。
證據指某些島上的巨型動物群比在大洲中的生存多幾百萬年；例如在安地列斯群島的地懶就比在美洲的生存得較長。後者的消失是與人類到達美洲有關。同樣地，真猛獁在弗蘭格爾島上也較大陸的遲7000年才消失。在偏遠的科曼多爾群島上的大海牛也較北太平洋海岸的遲幾千年消失。不過，這個過度獵殺的假說也存在一問題。例如，就澳洲巨型動物群突然滅絕的時間很含糊。生物學家指在非洲及南亞或東南亞也有人類居住，但卻沒有大量的滅絕事件。冰河時期後非洲巨型動物群的滅絕也相隔了一段長時間。
其他的理論就指生物集群滅絕是因火流星撞擊所致。不過，這些假說應該會造成即時及區域性的滅絕事件，卻不能解釋涉及全地球及經歷幾千年的滅絕事件。

### 主要滅絕的巨型動物群

#### 歐亞大陸

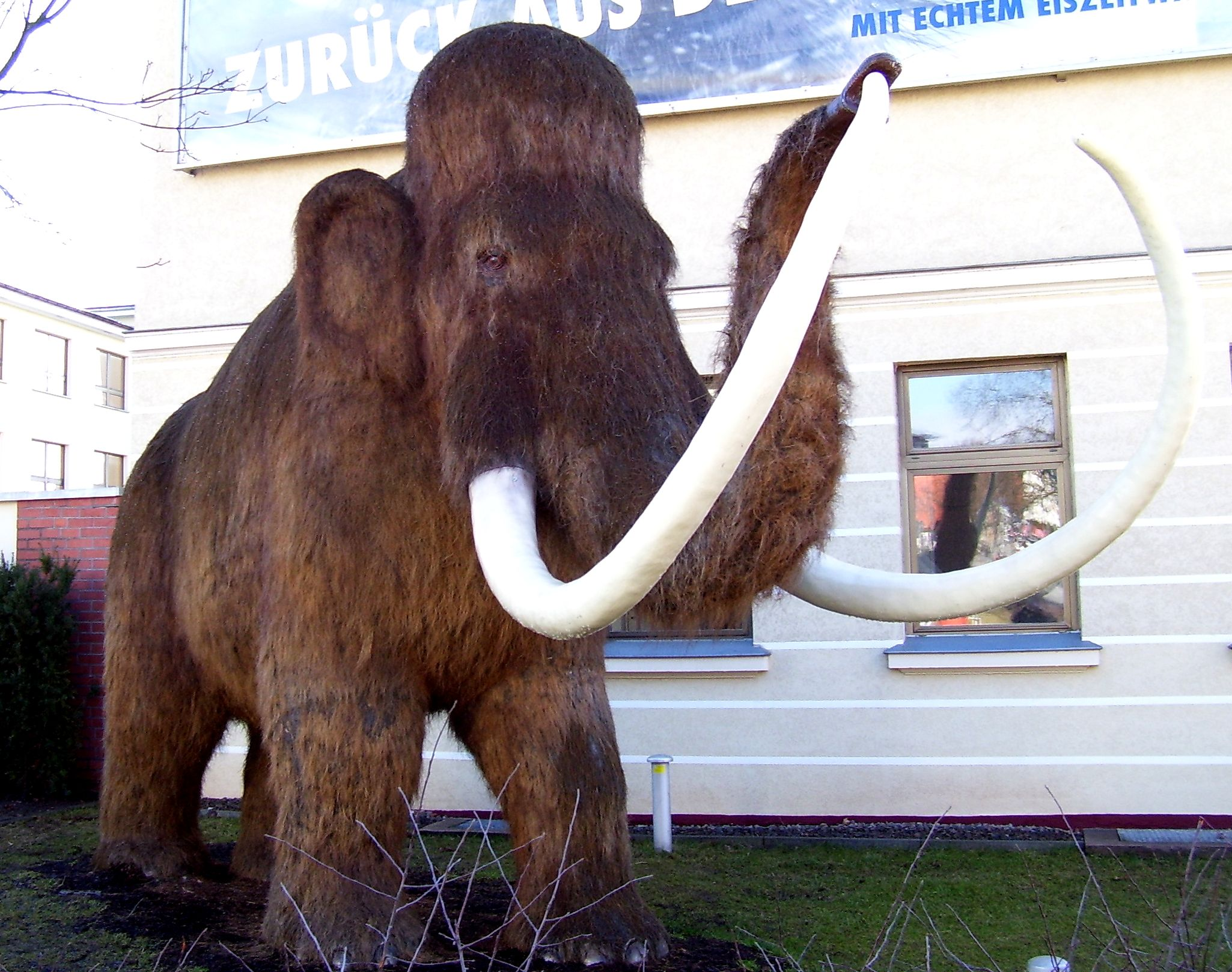
真猛獁，除了在沒有人居住的弗蘭格爾島及聖保羅島上，其他的約於12000年前消失。

- 真猛獁
- 披毛犀
- 大角鹿
- 似劍齒虎
- 穴獅
- 洞熊
- 洞鬣狗
- 碩鬣狗
- 西伯利亞野牛
- 巨獵豹
- 豹鬣狗
- 敘利亞駱駝
- 尖額牛
- 原牛
- 宿霧水牛
- 大河狸
- 真枝角鹿
- 嵌齒象
- 南方猛獁
- 草原猛獁
- 古菱齒象
- 劍齒象
- 古亞洲象
- 納瑪象
- 郊熊
- 小種大熊貓
- 殘暴北極熊
- 恐貓
- 短劍劍齒虎
- 巨頦虎
- 後貓
- 歐美洲豹
- 原始獅
- 古中華豹
- 楊氏虎
- 龍擔虎
- 斯里蘭卡獅
- 待兼鱷
- 前人
- 海德堡人
- 直立人
- 佛羅勒斯人
- 呂宋人
- 尼安德塔人
- 丹尼索瓦人
- 馬鹿洞人
- 巨猿
- 板齒犀
- 歐洲野馬
- 歐洲河馬
- 巨貘

#### 地中海群島
- 賽普勒斯侏儒河馬、克里特侏儒河馬、西西里馬爾他侏儒河馬及西西里馬爾他河馬
- 馬略卡及梅諾卡島的Myotragus balearicus
- 塞浦路斯的侏儒象Elephas cypriotes；西西里島、馬爾他及其他島嶼的歐洲矮象
- 克里特島矮猛獁
- 馬爾他的Cygnus falconeri
- 巨型睡鼠：Hypnomys mahonensis及Hypnomys morphaeus
- 克里特小鴞

#### 北美洲

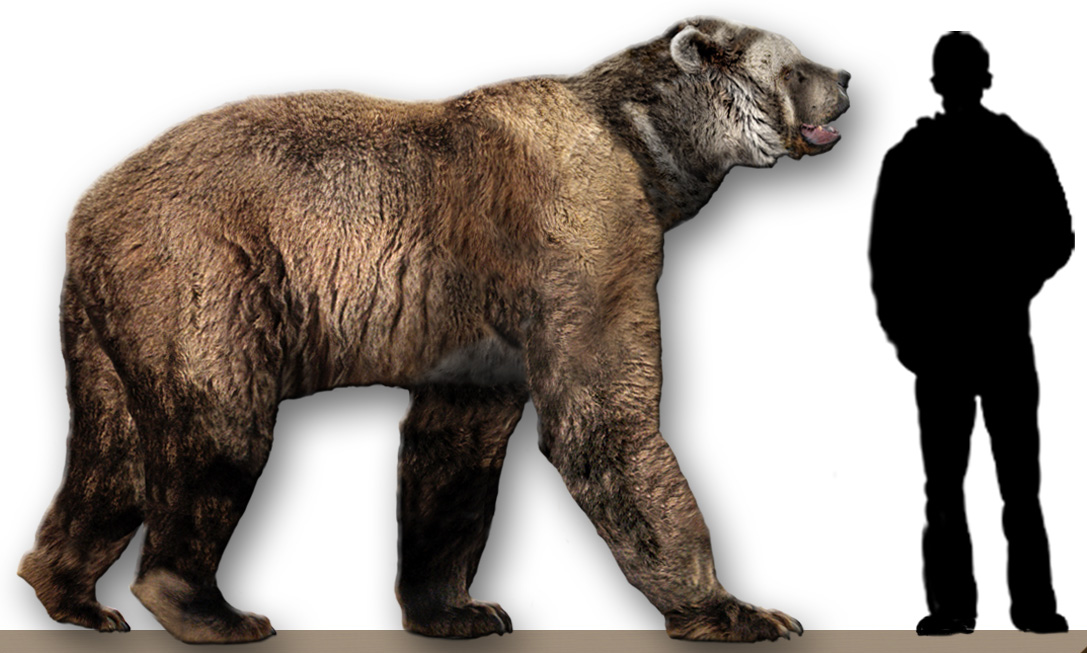
巨型短面熊。

在過往5萬年中，包括末次冰期晚期，約有33屬的大型動物於北美洲消失。當中15屬約於1.15-1萬年前的期間消失，僅在克洛維斯人到達北美洲之後。其他大部份的消失並不受時間的約束，但一些則肯定是在這段時期之外。相反，此段時期卻只有少量細小哺乳動物消失，以往在北美洲的滅絕波浪卻沒有這種不平衡。
以下是在北美洲消失的動物：
- 5種美洲的馬
- 擬駝
- 北美洲的大羊駝
- 2屬的鹿
- 2屬的叉角羚
- Cervalces scotti
- 灌木牛及林地麝牛
- 巨河狸
- 高鼻羚羊
- 畸鳥（包括泰樂通鳥）
- Neochoerus pinckneyi
- 地懶的Eremotherium及Nothrotheriops
- 巨爪地懶
- 副磨齒獸
- 雕齒獸科（雕齒獸）
- 潘帕獸科
- 巨型短面熊
- Tremarctos flordianus
- 斯劍虎
- 似劍齒虎
- 美洲擬獅
- 北美獵豹
- 更新世北美洲美洲豹
- 恐狼
- 猛獁象
- 美洲乳齒象
- 古風野牛
- 古猯屬及平頭豬
- 加州貘

#### 南美洲

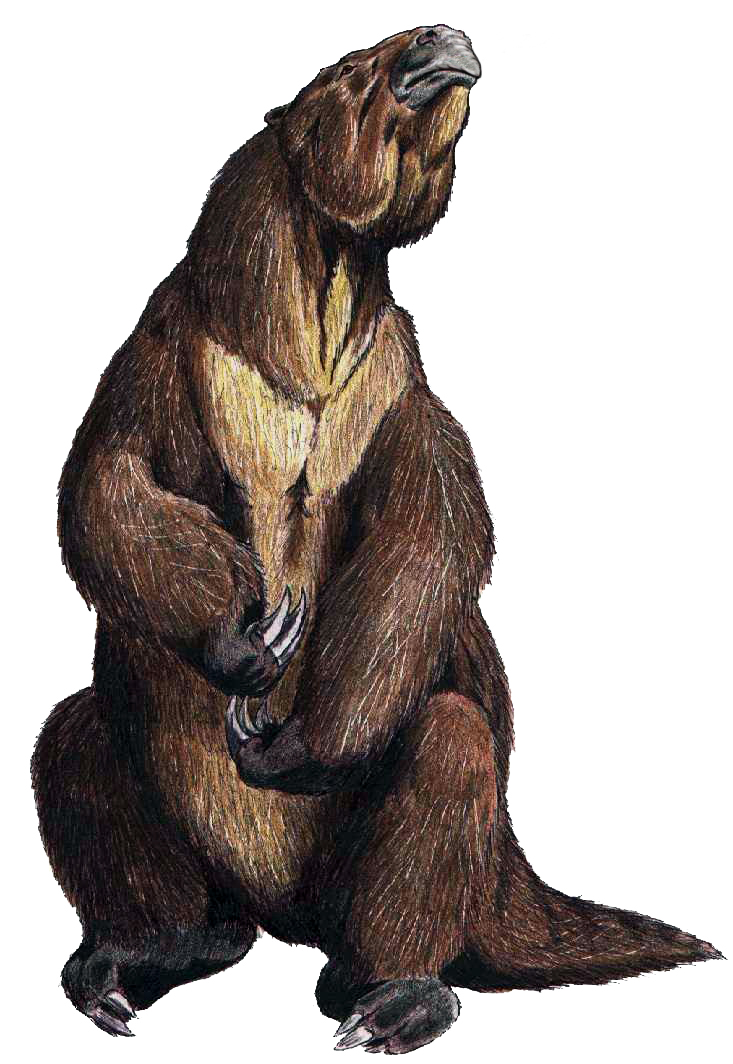
大地懶。

於更新世及全新世過渡期的南美洲大多都是沒有結冰的，不過卻同樣遭遇了滅絕事件。現時仍存活的野生陸上哺乳動物都不會大於一隻貘。
以下是在南美洲消失的動物：
- 致命劍齒虎及一般劍齒虎
- 巨型短面熊
- 3科的地懶
- 雕齒獸科
- 潘帕獸科
- 南美土著馬
- 箭齒獸
- 長頸駝
- 居維象
- 劍乳齒象
- 德古拉吸血蝠

#### 澳洲

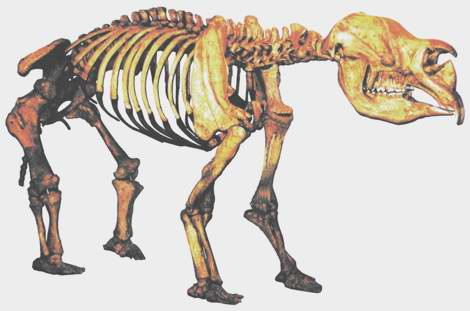
雙門齒獸。

澳洲發生的一連串滅絕事件要比在美洲發生的為早。大部份證據都指向人類到達之後的時期，約於5萬年前，但是實際年期仍有爭議。澳洲滅絕的有：
- 雙門齒獸
- 大面頰獸
- 袋貘
- 巨袋鼠
- 巨型短面袋鼠
- 巨型樹袋熊
- 巨針鼴
- 沃那比蛇
- 袋獅
- 袋狼
- 古巨蜥
- 沼王鱷

另外在澳洲有一些已滅絕的巨型動物群可能是古代的神秘生物，如像本耶普的雙門齒獸。

#### 非洲
- 朱瑪長頸鹿
- 西瓦鹿
- 副駱駝（英语：Paracamelus）
- 巨疣豬
- 爪腳獸
- 懼河馬
- 恐象
- 非洲猛獁
- 雷基象
- 南方古猿
- 恐狒
- 副狒
- 匠人
- 巧人
- 納萊迪人
- 長者智人
- 盧多爾夫人
- 傍人

## 獵殺假說
獵殺假說嘗試解釋第四紀滅絕事件的發生，指人類獵殺巨型草食性動物至滅絕狀況，結果令肉食性及食腐動物沒有獵物而也消失。因為在一些巨型動物群的化石旁一併發現有人類的遺骸、箭及工具，化石骨頭上有傷痕，石洞壁畫也描繪獵殺的境象。生物地理學證據指人類演化的地區，對比沒有早期人類的澳洲、美洲、馬達加斯加及新西蘭等，於更新世存有較多樣化的巨型動物群。所以可見在亞洲及非洲的巨型動物群已學懂如何與人類相處，反而其他地區的動物則易於被獵殺。
在一些地區人類出現的時間與滅絕事件的時間吻合，例如真猛獁在島上生活至末次冰期之後幾千年，但到了前1700年人類到達後就消失了。澳洲最早的滅絕事件在3萬年前就已經完結，遠早於末次冰期及氣溫上升等的氣候轉變。在新西蘭最近的滅絕事件則是在500年前完結。在這段時間之間就不斷發生滅絕事件，包括在北美洲、南美洲及馬達加斯加，但卻沒有氣候上的共通性。唯一共通的地方就是人類的出現。

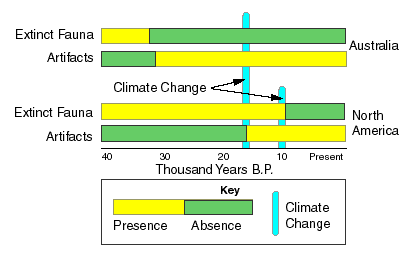
在澳洲的滅絕事件是與人類有關；但在北美洲的則是與氣候有關。

全球性的滅絕究件似乎與人類遷徙有關，當人類到達一些地區時，滅絕事件會變得嚴重。但在發源地的非洲，情況是最不嚴重的，可見在非洲獵物是與人類的狩獵能力一同進化，學習了逃避的能力。人類走到世界各地，狩獵能力就不斷進步。非洲動物演化成不懼怕人類，而其他地方的則成為了容易的獵物。
猛獁象的遺骸骨骼中發現了被拋擲的傷痕，可見人類獵殺至滅絕的可能性。
不過有意見認為當時狩獵收集者社會的出生率過低，殺死一隻巨型動物已經需要付出很大的努力，更何況是將巨型動物群獵殺至滅絕狀況，而且得來的肉量也遠遠超出他們所需。從北美洲的拉科塔可見，他們只會取其所需的美洲野牛，每隻獵殺回來的野牛也會完全用上，並不會浪費。

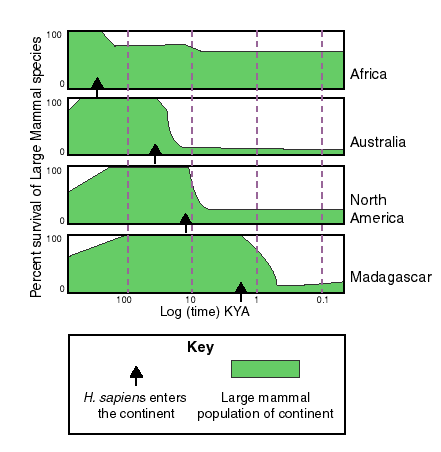
人類到達後才出現的滅絕事件。

獵殺假說的一個變化就是過度獵殺假說。這個假說指巨型動物群是於極短的時間內消失，例如80%的北美洲大型動物就於人類到達西半球的1000年間消失。不過，這套假說仍然被受爭議。
對於獵殺假說就主要有以下的質疑：
- 在掠食者及獵物的世界裡，掠食者是不會過度獵殺獵物，因為獵物是其維生及繁殖的食物。[15]不過，人類是所有掠食者中食性最廣的，不單會吃動物，也會吃植物，而且人類也曾將大量動物獵殺至滅絕。
- 除了猛獁象、乳齒象、嵌齒象科及美洲野牛屬外，其他的巨型動物群並沒有考古學證明曾被獵殺。不過這只可能是有關的證據並沒有存留下來。而生物化學分析顯示一些馬及駱駝被克洛維斯人的工具所宰殺。[16]
- 被獵殺的只是少量的動物，如美洲野牛屬，而非至滅絕的狀況。現存的美洲野牛只是由歐亞大陸遷徙至北美洲，原先居住在北美洲的3個特有種都已經滅絕。
- 獵殺假說不能解釋動物的侏儒化。很多學者卻指動物的侏儒化是為了適應人類選擇性獵殺大型動物的後果，於20世紀仍存在著這種情況。
- 更新世歐亞大陸的巨型動物群於差不多於同時消失，不足以適應人類獵殺的壓力。不過，歐亞大陸巨型動物群的滅絕可能是北美洲的有所不同。在北美洲的大型動物是在人類突然出現而消失，歐亞大陸的事件是幾千年來人類獵人向北遷徙的累積結果。
- 克洛維斯人是否第一批到達新世界的人類現被受爭議。

## 氣候轉變假說
於19世紀末及20世紀初，科學家第一次發現曾出現冰河時期及間冰期，且與某些動物的興衰有關，於是結論出更新世冰河時期的完結就是滅絕事件的原兇。
不過有指這麼多次的冰河時期，為何只有末次冰期與滅絕事件有關？一些證據更指這套假說不能適用於澳洲，因滅絕事件發生時期（4-5萬年前）的氣候是與現今的差不多，而且澳洲的巨型動物群也完全適應乾旱的氣候。另外，證據顯示所有的滅絕事件都是在很短的時間內發生，恰巧正好是人類到達澳洲。同位素分析發現一些存留下來的物種突然轉變食性來面對生存的壓力。

### 氣溫上升
最明顯的氣候轉變是在冰河時期末的氣溫上升。於1.5-1萬年前，全球就有6℃的上升，可能就是滅絕的原因。上升的溫度足以溶解威斯康辛冰期的冰川，令適應寒冷的動物死亡。大型動物身體的表面積比例也較細小動物的為少，故問題更為嚴重。
研究卻發現間冰期的全年平均溫度並不比以往1萬年的氣溫為高，故大型動物仍能生存，較溫暖的氣候並非足夠的解釋。
再者，縱然氣溫上升，在弗蘭格爾島及聖保羅島上仍生存著一些猛獁象的物種。在正常生態下，在島內生存的群落應更為易於受害，因為在島內的群落往往較少，且缺乏遷徙的能力。

### 陸性率上升
其他科學家指極端氣候的頻繁，如較熱的夏天及寒冷的冬天、或雨量的改變導致滅絕。研究發現林地及山簏變成草原及林地，令動物的食物量減少。草食性動物可能找不到與牠們一同演化的植物，而成為了一些含有抗草食性動物毒素植物的獵物。較短的生長季節令大型草食性動物滅絕或侏儒化。美洲野牛及反芻動物能夠從有限的食物中抽取更多的養份，故能處理抗草食性動物的毒素。所以當植物變得更為專門化時，草食性動物就會失去食性的靈活性，很難尋找食物來維生及繁殖。
下降及難以預測的雨量限制了植物的生長，令陸性率增加，限制了適合繁殖的時間。這樣會對大型動物造成傷害，因其繁殖季節較長及靈活性較低，而幼生會在不適當的時間出生。相反，細小的哺乳動物因生命周期、繁殖循環及妊娠期較短，能夠調校自己適應新的氣候。若是這樣，牠們會失去較少的幼生，且能在適合生存的季節下重覆繁殖。
以下是陸性率上升未能解決的問題：
- 巨型草食性動物在其他時期的相同氣候下仍有繁盛的例子，例如於更新世的西伯利亞。[36][37][38]
- 滅絕的動物所吃的食物：草，就算環境由林地及山簏變為草原，也有增加而非減少。[39][38][40]
- 雖然馬在新世界中消失，但卻於16世紀成功由西班牙引入。牠們能夠避開毒素找到食物，而妊娠期的時間並沒有影響其繁殖。同樣地，猛獁象於更新世-全新世間生存下來，到了沒人居住的地中海島[41]及弗蘭格爾島[42]上直至4000-7000年前。
- 若大型哺乳動物發現氣溫過於極端、繁殖季節太短或雨量太少時，牠們應該有能力永久或季節性遷徙。[43]季節會按地理而改變。只要遷離赤道，草食性動物就可以找到適合生活的地方進行繁殖。現今的非洲象就會因乾旱而遷徙到有水源的地方。[44]
- 大型動物的身體內可以儲存較多的脂肪[45]，可以用來抵消於極端氣候下的食物供應。

## 超級傳染病假說
有指更新世晚期大型哺乳動物的滅絕是一種超級傳染病所致，且是人類到達後的間接影響。人類與禽畜帶來了一種病毒性極高的疾病，感染原住的哺乳動物，最終引致牠們的滅絕。由於細小的物種有較高的適應力，所以只有大型的物種消失。在以往也有相似的例子，如在夏威夷所爆發的禽類瘧疾，就對島上的鳥類帶來巨大影響。
假說背後必需存在一些先決條件：
1. 病原體必定有一個穩定的帶菌者狀態，可以在未有適合的宿主前自我生存；
2. 病原體必須具有高度的感染率，能感染所有不同年齡及性別的個體；
3. 致命率必須極高，最少達到50-75%；
4. 它們能夠感染多種宿主，但卻對人類無害。

有指病原體是由擴展中的人類傳染給家犬。但是這卻不能解釋很多滅絕事件，例如犬科要比人類遲3.5萬年才到達澳洲，這要比滅絕事件遲3萬年出現。另外大量物種，如狼、猛獁象、駱駝及馬於10萬年前經常穿越亞洲及北美洲，同時也會出現基因及病原體的傳播。
超級傳染病假說也有其缺點如下：
- 從未有發現任何疾病的證據；
- 從未有如此高病毒性的病原體出現，就算強如西尼羅河病毒，也不可能引發滅絕事件。[50]
- 病原體應該是十分選擇性，而非廣泛性。因為例如美洲野牛屬的三個物種會受到感染，而另一現存的卻沒有；又如可以殺死不會飛的鳥，但卻留下近親能飛的鳥類。

## 次級掠食

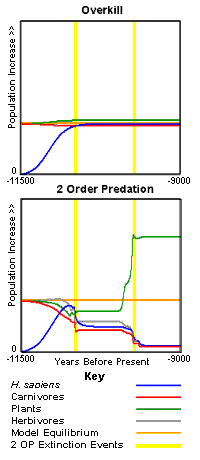
（上）過度獵殺假說
（下）次級掠食假說。

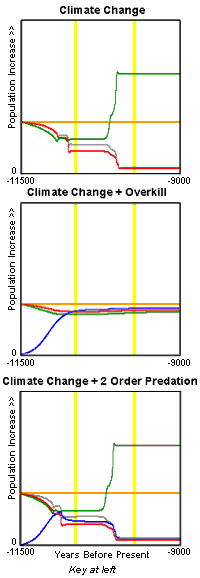
（上）氣候轉變假說
（中）氣候轉變及過度獵殺假說
（下）氣候轉變、過度獵殺及次級掠食假說。

次級掠食假說指人類進入到新世界後，繼續獵殺掠食者，產了生態不平衡，導致大洲上的物種數量過剩，耗盡環境而令環境崩壞。在智人到達新世界後，當地的掠食者與牠們一同爭奪獵物，令初級掠食者不能找到足夠的食物。人類開始獵殺初級掠食者，掠食已不能控制獵物的數量。由於失去了初級掠食的控制，獵物群落出現了興衰循環，數量激增致過度牧食，令環境不能再支撐。結果草食性動物出現飢荒，尋找食物較慢的物種率先滅絕，緊接是未能從食物中有效抽取養份的動物。由於植物環境改變，引發了氣候（相對濕度及陸性率）的轉變，林地變為草坪。
利用電腦模型發現次級掠食比過度獵殺更為接近滅絕事件。不同假說的組合也由電腦來模擬。當過度獵殺及氣候轉變組合起來後，它們彼此抵消。氣候轉變只令植物減少，過度獵殺則令動物消失，故較少植物被吃掉。次級掠食加上氣候轉變會令滅絕事件惡化。
不過次級掠食也有其問題:
- 除了西伯利亞外，沒有證據指人類會獵殺掠食者。[53]
- 只預測了因氣候轉變而造成的大量滅絕，但不能解釋為何融冰期沒有滅絕事件出現，或是在歐亞大陸的滅絕事件只在高海拔地方出現。
- 假設了氣候轉變令植物減少，但忽略了融冰擴大了北美洲的可住地區。
- 雖然在美國南部的氣候轉變對植物或細小的哺乳動物只有很少的影響，但忽略了美洲熱帶的災難性滅絕事件。
- 任何植物性的改變都不足以令差不多所有細小的脊椎動物滅絕。
- 假設了在草原的高滅絕率，但大部份滅絕的物種分佈在多種不同的植被地區，在森林的滅絕情況也一樣嚴重。
- 由於一些掠食者的繁殖率也很高，假說卻未能解釋為何牠們在缺乏競爭者下，數量上未有增加。
- 沒有解釋為何差不多所有已滅絕的肉食性動物都專吃巨型草食性動物，而大部份低或一般肉食性動物卻能生存下來。
- 歷史上未曾出現動物的興衰循環所引發的滅絕事件。近年在美國大量獵殺掠食者也不見得出現大量植被的改變。

## 隕石假說
隕石假說指於12900年前，陨星或彗星撞击北美洲引發了滅絕事件，称为新仙女木事件。顯微照相分析發現在北美洲6個位點的土壤中含有奈米鑽石，在格陵蘭冰原也有發現奈米鑽石。由于並沒有發現任何隕石坑及土壤中的銥含量相對較少，因此推测该天体是罕有的彗星群或球粒陨石群。
该假说推论，彗星在撞入大气后在五大湖上空爆炸，令冰盖融化，使北美大陆大部份地区陷于大火。融化的冰盖导致海水淡化，使北大西洋的温盐环流被破坏，使流向高纬度的暖流停止，北美气温骤降，最终令北半球气候急剧转变，使北半球急剧进入了一段持续1300年的冰川期（新仙女木期）。撞击事件直接冲击北美生物群，令北美早期人类克洛维斯文化消失，而气候的急剧转变也使北半球其它地区的多种大型动物最终灭绝。

## 外部連結
- American Museum of Natural History （页面存档备份，存于）
- J.H. Brown (University of New Mexico). Was a hyperdisease responsible?
- Elin Whitney-Smith （页面存档备份，存于）